# Wissam-Amazigh Yebba
Wissam-Amazigh Yebba (8 aprile 2000) è un nuotatore francese.

## Biografia
La sua squadra di club è Les Dauphins du T.O.E.C. di Tolosa.
Ha rappresentato la Francia ai campionati europei di nuoto di Roma 2022, dove ha vinto la medaglia d'argento nella staffetta mista 4x200 m stile libero, assieme a Hadrien Salvan, Charlotte Bonnet, Lucile Tessariol, Roman Fuchs e Giulia Rossi-Bene, e il bronzo nella staffetta maschile 4x200 m stile libero, con Hadrien Salvan, Enzo Tesic, Roman Fuchs e Mewen Tomac.

## Palmarès
- Europei

Roma 2022: argento nella 4x200m sl mista e bronzo nella 4x200m sl.